# Самерсајд (Охајо)
Самерсајд (енгл. Summerside) насељено је место без административног статуса у америчкој савезној држави Охајо.

## Демографија
По попису из 2010. године број становника је 5.083, што је 440 (-8,0%) становника мање него 2000. године.
| Група             | 2000.         | 2010.         |
| Белци             | 5.274 (95,5%) | 4.756 (93,6%) |
| Афроамериканци    | 63 (1,1%)     | 59 (1,2%)     |
| Азијати           | 56 (1,0%)     | 69 (1,4%)     |
| Хиспаноамериканци | 61 (1,1%)     | 106 (2,1%)    |
| Укупно            | 5.523         | 5.083         |